# Carduus tenuiflorus
Carduus tenuiflorus — вид квіткових рослин родини айстрові (Asteraceae).

## Опис
Стебла до 150 см, прості або розгалужені у верхній частині. Листки тьмяні оливково-зелені. Прикореневі листя довгасто-ланцетні, з шипами до 12 мм. Голови в групах по (2)3–10(12). Квіти блідо-рожевого до фіолетового кольору. Сім'янки 3,5–4,6 × 1,3–1,9 мм, жовто-солом'яного кольору. Квіти та фрукти з березня по червень.

## Поширення
Північна Африка: Алжир; Марокко; Туніс. Європа: Бельгія; Нідерланди; Ірландія; Об'єднане Королівство; Італія; Франція; Португалія; Гібралтар; Іспанія. Натуралізований в деяких інших країнах. 
Росте уздовж доріг, на полях, і на порушених землях.